# Szputnyik-válság

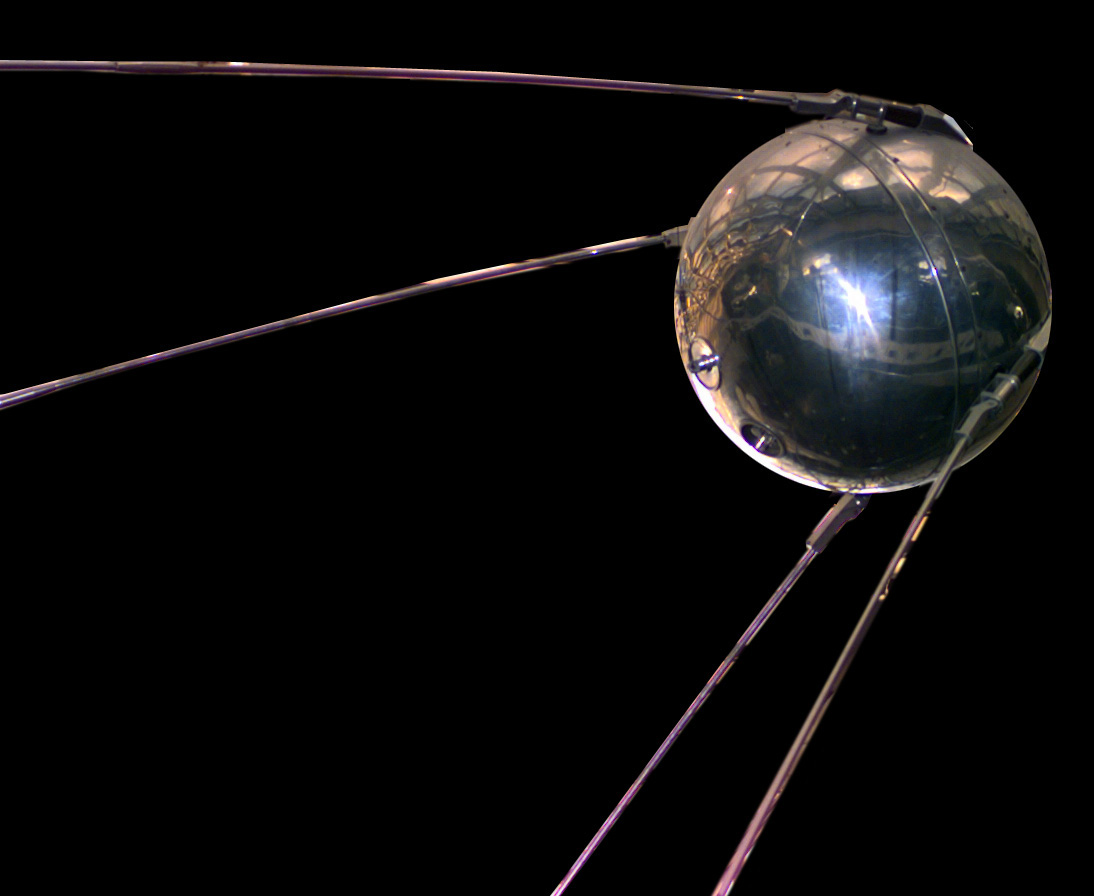
A Szputnyik–1 műhold.

A Szputnyik-válság a hidegháború fordulópontját jelentető politikai jelenség volt, elsősorban az Egyesült Államokban, de a nyugati világ más országaiban is. Előzményei voltak, amelyek nagyban kiteljesítették a hatását, hogy a „szabad világnak” hívott nyugati országok lebecsülték a Szovjetuniót és nem tekintették technológiai hatalomnak, csak legfeljebb katonainak. Az Egyesült Államokban a közvélekedésbe – tévesen – beivódott, hogy élen járnak a rakéták fejlesztésében az űrtechnológiában és a számítástechnikában is és figyelmen kívül hagyták, hogy az általuk 15-20 évre kalibrált atommonopóliumot néhány év alatt megtörték a szovjetek. Éppen ezért óriási meglepetést okozott, amikor 1957. október 4-én a Szovjetunió sikerrel bocsátotta fel a világ első műholdját, a Szputnyik–1-et, az első ember alkotta tárgyat, ami Föld körüli pályára állt. 
A szovjet siker nyomán az amerikai sajtóban egy öngerjesztő tömeghisztéria indult útjára, amelyben az ország felett át- és áthaladó műholdat veszélyforrásnak, az atomfenyegetés eszközének tekintette a média és sulykolta bele ebbéli véleményét a közvéleménybe. Eisenhower elnök rövid ideig megpróbálta bagatellizálni az ügyet, ám hamarosan engedve a nyomásnak intézkedéseket foganatosított, egyben elismerve, hogy egyes területeken – pl. a világűr meghódításában – az USA lemaradt a Szovjetunió mögött és vissza kell állítani ezt a presztízsveszteséget. Ezzel elkezdődött az űrverseny, mely többek között az Apollo-programhoz és az 1969-es holdra szálláshoz is vezetett.
A kormányzat szorgalmazására előbb maga az USA is bemutatott egy sikeres űrstartot az Explorer–1-gyel – miután az erre a célra eredetileg szánt Vanguard-program kudarcot vallott – majd intézkedések sorozatát indították el. Szétválasztották a rakétatechnikát illető kutatási projekteket katonai és civil területekre, megalapítva a katonai kutatások koordinálására az ARPA ügynökséget, a civilekére pedig a NASA kormányhivatalt, utóbbiban koncentrálva minden űrrakéta fejlesztést. Emellett pedig, miután elemzések arra mutattak, hogy a szovjetek elsősorban képzési oldalon fejlődtek rendkívüli módon, felpörgették az amerikai közoktatást a tudományok, elsősorban a matematika területén a hátrány ellensúlyozására. 

## Előzmények
Az Egyesült Államokban a második világháborút követően széles körben – és főként éppen a politikai döntéshozók között – elterjedt az a nézet, hogy a korábbi szövetséges, de újdonsült ellenféllé előlépett Szovjetunió csak katonailag képvisel jelentős erőt, technológiailag és gazdaságilag lemaradásban van. Egyes elbizakodott becslések például azt mondták, hogy például az atombomba előállításához szükséges fejlett technikában az USA legalább 15-20 éves előnyt élvez. Ezeket a véleményeket hírszerzési értesülésekre, valamint arra alapozták, hogy például számítástechnikában, vagy más a kor legfejlettebb tudományágaiban milyen eredményekkel rendelkeztek az egyes országok. Arra csak sokkal később, az 1960-as évek elején derült fény, hogy például a Szovjetunióban háromszor annyi tudóst képeztek a közoktatásban, mint az USA-ban.
Aztán a történelmi események folyamatosan szállították a vélekedéssel ellentétes eredményeket. A tizenöt évesnek becsült előny dacára az első amerikai atomrobbantást, az 1945. július 16-i Trinity tesztet mindössze csak 4 évvel követte az Első Villám fedőnevű szovjet sikeres atomrobbantás 1949. augusztus 29-én. Még nagyobb döbbenetet okozott, amikor az első amerikai hidrogénbomba, az Ivy Mike 1952. november 1-jei felrobbantása után kilenc hónappal, 1953. augusztus 12-én a Szovjetunió is felrobbantotta a maga RDSZ–6Sz jelű hidrogénbombáját. A technológiai előny láthatóan elolvadt.
Az 1950-es évtized közepén a technikai teljesítmények között látott új területet az Egyesült Államok, amelyben új frontvonalat tudott nyitni az ideológiai szembenállásban: az űrteljesítményekben. Dwight Eisenhower elnök nevében James C. Hagerty sajtófőnök 1955. július 19-én bejelentette, hogy az USA a Nemzetközi geofizikai év 1957. július 1. – 1958. december 31. közötti eseménysorába illeszkedően a felsőlégköri kutatások részeként egy Föld körül keringő kisebb műholdat fog pályára állítani (természetesen megelőzve mindenkit, a világon elsőként). Azonban a Szovjetunióban is folytak titkos rakétakutatások sőt, azok előrehaladottabbak voltak, mint az USA kísérletei. A világűr elérésének kulcsa pedig a hordozórakéta volt, amelyre természetesen mindkét fél fegyverként, az atom- és hidrogéntöltetek célba juttatójaként gondolt elsősorban. Az amerikaiak ezidőtájt megpróbálták a CIA U–2 kémrepülőgépeivel felmérni a szovjetek ilyen irányú potenciálját, de 1955-56-ban még úgy látták, hogy övék a vezető szerep ezen a területen. De ez a kiindulási alapjuk is hibás volt, amire a legjobb példa, hogy a CIA azt jelentette Eisenhowernek, hogy azért kell az U–2-eseket bevetni, mert azt (egy régi, valahonnan zsákmányolt szovjet radarberendezés elemzése alapján) a szovjet radartechnika képtelen lesz érzékelni. Ezzel szemben Szergej Koroljov tervező vezetésével a szovjetek a világháborút követően végigjártak egy utat a német háborús fegyver, a V–2 honosításától egészen a világ első interkontinentális rakétájának, a kb. 7000 km hatótávolságú R–7 Szemjorka sikeres indításaiig, amellyel a másik oldal késlekedéseit is kihasználva előnyre tettek szert.

## Szputnyik–1
Koroljov első számú feladata az volt, hogy a Hadsereg kezébe adjon egy olyan eszközt, amellyel a Szovjetunió képes átlőni Amerikába, azaz képes egy tömegpusztító fegyvert célba juttatni az amerikai kontinensen. Az OKB–1 iroda főtervezője 1957 nyarára készült el az R–7 interkontinentális ballisztikus rakétával, amelynek 1957. augusztus 21-i startjával elérték a célt, hogy a rakéta 6500 km-re repüljön egy bombamakettel.
Szergej Koroljov azonban még az 1930-as évek amatőr rakétatársaságából, a GIRD-ből hozott magával egy álmot, hogy egy eszközzel elérik a világűrt. Annak tudatában, hogy az interkontinentális ballisztikus rakéta egyébként alkalmas arra is, hogy az atomtöltetnél kisebb tömeget ne minél nagyobb távolságra, hanem minél nagyobb sebességre – végső soron pedig első kozmikus sebességre, azaz a világűr, a Föld körüli pálya elérésére – gyorsítson, elkezdte ennek az álomnak a propagálását a jóváhagyó pártszervek felé. Tervével eljutott a legfelső pártvezetésig, egyenesen Georgij Malenkovig, akinek közreműködésével végül a szovjet kormány határozatot hozott egy műhold megépítésére 1956. január 30-án. Tette ezt azért, mert ezzel a Szovjetunió számára reális esély nyílt, hogy megelőzik az Egyesült Államokat az Esisenhower által bejelentett első műhold pályára állításával.
Az 1957. augusztusi ICBM indítás sikerét követően azonnal megindult a munka az űralkalmazás indítására is. Az OKB–1-ben több műholdterv is a megvalósulás útján volt és végül a sietség miatt egy egyszerűsített műholdtervet,   választottak, amelyet Objekt–MPSz (MPSz = Malij Prosztyejsij Szputnyik, vagyis „legegyszerűbb kicsi műhold”) néven futtattak. A műhold felbocsátásának előfeltétele volt, hogy az R–7 ICBM még egy sikeres tesztet teljesítsen, ami 1957. szeptember 7-én végbe is ment, így jöhetett a világ első űrstartja. Ehhez kissé átalakították a Szemjorkát (kiszereltek belőle egy felesleges, de 300 kg-os rádióegységet, új orrkúpot kapott, stb.).
1957. október 4-én startasztalon állt a rakéta, csúcsán a világ első műholdjával. Helyi idő szerint 1957. október 5-én 00:28:44-kor (október 4. 19:28:44 UTC) pedig felbocsátották a rakétát. Csak egy kisebb rendellenesség lépett fel a telemetria szerint. A hajtómű végül kicsit tovább működött a tervezettnél, de a PSz–1 műhold Föld körüli pályára állt. Ezt akkor erősítették meg, amikor egy keringést megtéve a műhold ismét átrepült a Szovjetunió felett és venni lehetett a műhold rádiójeleit. Kimérték a pályaadatait, ami a startnál tapasztalt kisebb hiba miatt eltért a tervezettől, de stabil ellipszispályát rajzolt. Még egy titkos telefonon jelentették Nyikita Hruscsovnak a sikert, majd a TASZSZ is világgá kürtölte a hírt, amellyel végleg hivatalossá vált: a szovjet rakétaépítő csapat Föld körüli pályára állította a világ első műholdját.

## A műholdindítás nyugati visszhangja

### Sajtóvisszhang
A Szputnyik–1 sajtóvisszhangja a nyugati – elsősorban az amerikai – médiában elsöprő volt. A lapok már másnap kommentálni kezdték az eseményt, a The New York Times például azonnal úgy kommentálta a történteket, hogy „a Szputnyik–1 egy nagyon fontos propaganda és presztízsgyőzelem volt az oroszoknak”. De más lapok még tovább mentek. Néhány napon belül Egyesült Államok-szerte a lapok már arról tudósítottak, hogy a „nemzetet sokként érte” a szovjet műhold felbocsátása. Természetesen az újságírók, csak hogy saját népszerűségüket növeljék a rémhírekkel, készségesen elmagyarázták a közvéleménynek a műhold másodlagos, katonai jellegű értelmezését is: azzal a hordozórakétával, amellyel Föld körüli pályára lehet állítani egy űreszközt, nyilvánvalóan el lehet érni a Föld bármely pontját is és a műhold helyett (atom)robbanófejet hordozva (atom)bombázni lehet a világon bárhol. A média egyfajta öngerjesztő spirálba jutott, nemcsakhogy tudósított a közvélemény aggodalmáról, hanem egyenesen maga kezdte kelteni a hisztériát. Az újságírók egymásra kezdtek licitálni a szovjet műhold okozta veszélyről.
Híres közéleti személyiségek is megszólaltak az ügyben, úgyszintén nem segítve azon, hogy a közhangulat javuljon. Arthur C. Clarke sci-fi író például azt mondta, hogy azon a napon, amikor a Szputnyik elkezdett a Föld körül keringeni, az USA másodrendű hatalommá lépett vissza. Teller Ede, a hidrogénbomba atyja pedig azt mondta az eseményről: „a Szputnyik-1 felbocsátása a Pearl Harbor-i japán támadással egyenértékű hatással bír az Egyesült Államokra”.
Öt napig a szovjetek nem tettek közzé fényképet és adatokat a műholdról, csak annak rádióadását foghatták a földfelszínen, ahogy az űreszköz elhaladt egyik, vagy másik terület fölött. Azonban amikor a sajtó a fotókkal újabb hírforráshoz jutott, még mélyült a probléma. A Szputnyik tömege 83 kg volt, szemben a tervezett amerikai Vanguard 9,8 kg-jával, azaz ebben is lemaradás mutatkozott. A műhold méretéből a hordozórakéta teljesítményére is születtek becslések, amelyek újfent vészjóslóak voltak. Az amerikai rakétahajtóművek azidőtájt 670 kN tolóerőre voltak képesek, de az USA hivatalos szervei a Szputnyik rakétájára vonatkozóan 890 kN tolóerőt becsültek (ráadásul a valóság még ennél is elképesztőbb, 4400 kN volt). Ezzel csak tovább mélyült a lemaradás érzése.
Ugyanakkor ettől józanabb hangok is hallatszottak. Samuell Lubell politikai elemző egy mélyebb kutatást végzett és arra jutott a közvélemény vélekedésével kapcsolatban, hogy „nincs semmilyen pánikra, vagy hisztériára utaló bizonyíték a közvélekedésre tekintettel”, inkább a politikai elit pánikol, mintsem az egyszerű emberek.
A műhold feljuttatását érdekes módon nem rögtön használta fel propagandacélokra a Szovjetunió. Egyrészt ez abból fakadt, hogy a korábbi kísérleteiket is titkosan kezelték, és kerülték, hogy a Nyugat tudomására jusson bármiféle használható adat, amelyből a szovjet potenciálra tudott volna bárki következtetni, vagy éppen felhasználni arra, hogy mekkora lemaradásban vannak esetleg technológiai területen. Másrészt az is időbe telt, hogy a nyugati reakciókból felismerjék, a másik fél mennyire korszakos cselekedetnek és lényegében mindent vivő high-tech teljesítménynek tartja az első műhold felbocsátását – különösen úgy, hogy a másik oldal képtelen felmutatni hasonló teljesítményt.  Ennek felismerése nyomán azonban a Szovjetunió szinte azonnal erős propagandába fogott, amelynek fő mondanivalója az lett, hogy mennyire büszkék erre a szovjet teljesítményre, amely demonstrálja a Szovjetunió elsőbbségét a Nyugat előtt. Ezzel párhuzamosan bátorították az embereket, hogy rádión hallgassák a Szputnyik adását, és próbálják megpillantani a műholdat az éjszakai égbolton (amely azonban inkább a rakétafokozat megpillantásában merült ki a valóságban sokak számára).

### Politikai visszhang
A szovjet fenyegetéstől való hisztérikus félelem Amerikában odáig jutott, hogy megjelent a közgondolkodásban a „missile gap” (rakéta rés, vagy rakéta hátrány) jelenség, amelyben a CIA, a US Air Force és az USA fegyverkezési stratégiáját felülvizsgáló Gaither Bizottság hamis, sokszor végletesen túlzó becslései alapján azt a képet tárta az amerikai társadalom elé, hogy a Szovjetunió óriási előnyben van a bevethető rakétafegyverek számát illetően az Egyesült Államokkal szemben. John F. Kennedy egyenesen erre építette választási kampányának egyik fő témáját az 1960-as elnökválasztási küzdelemben, hogy az Eisenhower-adminisztráció hivatali ideje alatt az USA gyengébb pozícióba szorult a Szovjetunióval szemben.
Az Egyesült Államok Kongresszusának politikusai is beálltak abba a sorba, hogy szavazatszerzési szempontból sürgessék a kutatás-fejlesztés, vagy az oktatás ügyének fejlesztését, amelynek nyomán a Kongresszus jelentős összegeket kezdett előirányozni az USA feltételezett technológiai lemaradásának ellensúlyozására. Az elnök nemzetbiztonsági tanácsadója – messze túlértékelve a szovjetek jelen- és jövőbeli rakéta potenciálját – szintén az azonnali intézkedésekre hívta fel a Kongresszus illetékeseit. Pedig Eisenhower reakciója kezdetben nagyon lanyha, késlekedő, bagatelizáló volt. Csak öt nap elteltével intézett beszédet az amerikaik nemzethez a témában, majd egy újságírónak a szovjet műhold által felvetett biztonsági aggodalmait firtató kérdésére azt a választ adta: „Nos, ami a műholdat magát illeti, nem keltette fel az aggodalmamat, még egy szemernyit sem”. Aztán Eisenhower elnök ezen vélekedését elsöpörte a politikai széljárás és ő maga kényszerpályára került: gyorsítania kellett a rakétafejlesztéseket, versenyre kelve a szovjetek vélt előnyével, hogy leszerelje mindazokat, akik Amerika biztonságát féltették. 
Az elnök számos iniciatívával válaszolt ezekre a politikai kihívásokra. Az első intézkedései a Vanguard-program tervezett repülési programjának felgyorsítása volt, valamint a már létező, de más haderőnemnél folyó Explorer program is több figyelmet kapott. Amikor a Vanguard 1957. december 6-án egy startbalesetben a szovjeteknek való visszavágás helyett megsemmisült, azonnal az Explorerre helyezték át a politikai hangsúlyt Washingtonban, amely aztán meghozta a várva várt sikert 1958. január 31-i indításával és Föld körüli pályára állásával.
1958-ra fordulva Eisenhower azonban elfordult korábbi retorikájától – miszerint a „Szputnyik súlya nem volt összemérhető bármilyen katonai projekt jelentőségével, amely faktort is megfelelő perspektívába kell helyezni” – és három „szikár tény” köré csoportosította kormánya tennivalóit, erősen elfordulva a bagatellizáló irányvonaltól, kemény üzenetet megfogalmazva:
- A szovjetek a világűrt érintő tudományos és technológiai fejlesztéseikkel lehagyták Amerikát és a „szabad világot”;
- Ha a szovjetek megtartják ezt a vezetést, ezt talán arra használhatják fel, hogy aláássák Amerika presztízsét és vezető szerepét;
- Ha a szovjetek lesznek, akik a világűrben elsőként építenek ki katonai kapacitásokat és ezzel felborítják az erőegyensúlyt, az közvetlen fenyegetést jelent az USA-ra nézve.[23]

A fenti összegzésekre támaszkodva az elnök új irányként jelölte meg, hogy országának találékonysággal és erővel kell válaszolnia a kihívásokra, amely az oktatás erősítésén keresztül valósulhat meg, hiszen a szovjetek ezen a területen voltak képesek az előny kiharcolására és ezen a területen kell válaszokat találni. Kijelentette, hogy „a következő tíz évben tudósokra van szükségünk...alaposan felül kell vizsgálni iskoláink tanterveit és sztenderdjeit, majd el kell döntenünk, hogy azok vajon megfelelnek-e az előttünk álló korszak igényeinek”. Eisenhower népszerűségi mutatói, amelyek a Szputnyikra adott reakciói miatt elkezdtek hanyatlani, az újdonsült válaszlépések hatására ismét javulni kezdtek.

## Amerikai intézkedések
1958 elejétől fogva sorra láttak napvilágot azok a kezdeményezések, amelyek a Szputnyik által jelzett szovjet technikai fölény ellensúlyozásra szolgáltak.
A legkomplexebb intézkedéscsomag magát a rakétafejlesztéseket és a világűr elérését célzó kutatásokra vonatkozott. Az elnök ebben egyértelműen szétválasztotta a terület civil és katonai ágát. Katonai oldalon politikai és védelmi körökben is felismerték egy, a Védelmi Minisztérium alá tartozó, magas színvonalú kutatás–fejlesztési szervezet szükségességét, s létrehozták a Fejlett Kutatási Projektek Ügynökségét (Advanced Research Projects Agency – ARPA) – amelynek nevébe később bekerült a Védelmi szó, így lett Defense Advanced Research Projects Agency, vagy DARPA –. Később az ARPA védnöksége alatt számos, a kor hi-tech tecnhnikai megoldásait létrehozó katonai projekt indult.
A civil ágon 1958. július 29-én az elnök aláírta a Nemzeti Légügyi és Űrhajózási Törvényt (National Aeronautics and Space Act). Ez a rakétakutatásokat koncentráltan egy új szervezetbe integrálta. Ezen új szervezet formálisan a Nemzeti Légügyi és Űrhivatal, vagy NASA lett, amely a korábbi, hasonló profilú NACA szervezeti struktúráján alapult, átvette a hadseregtől a Vanguard-projektet és a Wernher von Braun vezette Hadsereg Ballisztikus Rakéta Ügynökségét (Army Ballistic Missile Agency), amely formálisan 1958. október 1-jén kezdte meg működését. A civil ág célja a közvetlen válasz volt a szovjet technikai teljesítményre, a NASA bejelentette a Mercury-programot, az első ember űrbe juttatásának programját, majd más programokat is, amellyel kvázi versenyre hívta Amerika az oroszokat. Később ez a szervezet lett, amely az egyébként megalapításával életre hívott politikai-technológiai versengésben, az ún. űrversenyben az amerikai oldal összes teljesítményét jegyezte és amely végül valóban sikerrel győzte le az oroszokat.
1958 szeptemberében a Kongresszus elfogadta a Nemzeti Védelmi Oktatási Törvényt (National Defense Education Act), amely a Szputnyi-krízis során felmerült politikai igényekre, a hosszú távú problémafelvetésre adott választ azzal, hogy milliárdokat ömlesztett az oktatásba. Ez egy négy éves program volt, amelynek során többszörösére nőtt az egyetemek, főiskolák támogatottsága. A legnagyobb hiány a matematika területén jelentkezett (a második világháborús Manhattan-terv idején például, ha nincsenek európai menekült tudósok, az USA nem rendelkezett volna elegendő képzett elmével a bomba kifejlesztéséhez). A programnak hála Amerikában az 1940-es 15%-os arányról 1960-ra 40%-ra nőtt a főiskolás korú nemzedékből az iskolákon tanulók aránya. A képzés fejlesztésének eredménye lett később például az ún. Új Matematika ötlete, amely a képzésben a matematika oktatásának metódusában hozott alapvető változást.
Drámai módon megnövekedett a tudományos kutatások állami támogatása. 1959-es évre a Kongresszus mintegy 100 millió dollárral, 134 millióra növelte a Nemzeti Tudományos Alapot. 1968-ra az Alap költségvetése elérte a félmilliárd dollárt.
A Szputnyik-válság aztán még évekkel később, a John F. Kennedy nevével fémjelzett kormányzat idején is hatással volt az amerikai politikára. Az újonnan megválasztott elnök egyik kampányígérete volt az 1960-as amerikai elnökválasztás során, hogy csökkenti a „rakéta-ollót” és mintegy 1000 Minuteman rakétát állít hadrendbe, messze túlszárnyalva a szovjetek interkontinentális ballisztikus rakétáinak számát. Nem sokkal később, amikor a szovjetek újabb, lényegében a Szputnyik felbocsátásával egyenértékű fegyvertényt végrehajtva az első embert, Jurij Gagarint is a világűrbe juttatták 1961. április 12-én a Vosztok–1 fedélzetén, az addigi politikusi életútján az űrügyek iránt viszonylag érdektelen Kennedy az űrversenyt a megalázó vereség beismerése helyett új fokozatba kapcsolva bejelentette minden idők legnagyobb szabású űrprogramját, a holdraszállást egy évtizeden belül teljesítő Apollo-programot. Kennedy úgy vélekedett, hogy „ha a szovjetek kontrollálják a világűrt, akkor ők kontrollálják a Földet is, ahogy régen, ha valaki uralta a tengereket, akkor uralta a szárazföldeket is”. Később a Kennedy privátim elismerte, hogy az űrverseny kidobott pénz volt, de a presztízs és a közvélemény megnyugtatása miatt volt fontos.